# Pycnopygius
Pycnopygius là một chi chim trong họ Meliphagidae.

## Các loài
- Pycnopygius cinereus. Có quan hệ họ hàng gần với Prosthemadera novaeseelandiae, Anthornis melanura, Certhionyx variegatus và Acanthorhynchus spp. hơn là với Pycnopygius stictocephalus.[2][3]
- Pycnopygius ixoides. Họ hàng gần nhất của Pycnopygius cinereus.[2][3]
- Pycnopygius stictocephalus - loài điển hình. Có quan hệ họ hàng gần với Grantiella picta, Plectorhyncha lanceolata hơn là với 2 loài "cùng chi" trên đây.[3]

Như vậy, chi Pycnopygius như định nghĩa trên đây là đa ngành.